# مراقبة البرلمان
مراقبة البرلمان هو موقع ويب أنشئ في 8 ديسمبر 2004، يقع مقره الرئيسي في ألمانيا.

## وصلات خارجية
- الموقع الرسمي